# 吳英 (天順進士)
吳英（1421年—？），字邦俊，江西撫州府崇仁縣人，明朝政治人物。進士出身。

## 生平
江西鄉試第六十二名。天順四年（1460年）庚辰科會試第六十七名，殿試登進士第二甲第一名。

## 家族
曾祖吳永和。祖父吳季沂，贈吏部主事。父亲吳文，曾任吏部主事。